# Manuel Abelenda Zapata
Manuel Abelenda Zapata (La Coruña, 2 de noviembre de 1889-20 de febrero de 1957), fue un pintor español.

## Biografía
Nacido en una familia muy humilde, se inició en trabajos artesanales antes de entregarse a la pintura. Los únicos estudios relacionados con este arte los hizo en la Escuela de Artes y Oficios de su ciudad natal a partir de 1903, en la que pronto destacó y obtuvo los modestos premios de la época. Con un complemento económico concedido por el Ayuntamiento de La Coruña y de la Diputación Provincial de La Coruña viaja en 1909 a Madrid, donde se integra en las enseñanzas del Círculo de Bellas Artes. En 1913 viajó a Roma para estudiar en la Academia de España, como bolsero de la Diputación, pero regresó a España al año siguiente.
En 1923 se casó con Obdulia Freire Mariñas, una joven de Oleiros, (La Coruña), donde fijará su residencia hasta su muerte.

## Trayectoria
A partir de esos años realizó numerosas exposiciones en ciudades gallegas (La Coruña, Vigo, Ferrol, Santiago etc.), Madrid y Barcelona, siendo considerado por la crítica de la época uno de los primeros intérpretes del paisaje gallego. Con otra bolsa de la Diputación Provincial de La Coruña, viaja a Italia, Suiza y Francia en 1930. 
La Guerra Civil lo sorprendió en Madrid, donde se encontró opositando a una cátedra de profesor de dibujo, y permaneció hasta 1939, cuando regresó a La Coruña.
Continuó participando con éxito en exposiciones (Vigo, 1940; Madrid, 1941; Barcelona, 1942; Oporto, 1942; Bilbao, 1945 etc.) y recibió la tercera medalla en la Exposición Nacional de Bellas Artes de 1943, por su cuadro Mañana de octubre desde mi estudio. Fue nombrado académico de número de la Academia Provincial de Bellas Artes de La Coruña (1941) y académico correspondiente de la Real Academia Gallega (1946).
En 1957 murió en su casa de Oleiros.

## Su obra
Su obra se muestra en Europa y América, y de hecho, en museos de Sudamérica figuran obras suyas, así como en el de Arte Moderna de Madrid y en los de Galicia, como en el Museo de Pontevedra. Destacan Palatino, Foro Romano, Tríptico bohemio, Octubre y Neblina.
Abelenda fue ajeno a las innovaciones europeas de su tiempo. Por el contrario, apegado al paisaje de su tierra, lo interpreta con modos técnicos emparentados con el impresionismo y con un sentimiento lírico intimista, de raíz literaria.